# Мушников, Николай Варфоломеевич
Никола́й Варфоломе́евич Му́шников (род. 26 июля 1959) — российский физик, специалист в области экспериментальной физики магнитных явлений, разработки магнитных материалов и исследования механизмов формирования их функциональных свойств. Академик РАН (2016).

## Биография
Родился 26 июля 1959 года в пос. Староуткинске Шалинского района Свердловской области.
Окончил физический факультет (в 1982 году) и аспирантуру (в 1985 году) Уральского государственного университета.
С 1986 года работает в Институте физики металлов УрО РАН (с 2005 года — заведующий лабораторией ферромагнитных сплавов, с 2009 года — заведующий отделом магнитных материалов).
В 2004 году защитил докторскую диссертацию, тема: «Магнитообъёмные эффекты и магнитная анизотропия в зонных и локализованных подсистемах f-d-интерметаллидов».
С 2008 года — заместитель председателя УрО РАН.
С 2009 года — профессор кафедры магнетизма и магнитных наноматериалов физического факультета Уральского университета.
В 2011 году — избран членом-корреспондентом РАН.
В 2016 году — избран академиком РАН.
В 2018 году — назначен директором Института физики металлов УрО РАН.

## Научная деятельность
Ведёт исследования магнитообъёмных эффектов, изучает магнитную анизотропию и магнитострикции ряда редкоземельных (RFe2Hx, RCo2Hx, YbInCu4) и актинидных (UCoAl) интерметаллидов, изучение магнитных фазовых переходов в слоистых интерметаллидах RMn6Sn6 и RMn2Si2.
Разработал материалы с уникальным сочетанием свойств, в которых гигантская анизотропия и магнитострикция f-металлов сочетаются с высокими температурами магнитного упорядочения, характерными для металлов группы железа.
Выполнил большой цикл работ по изучению магнетизма аморфных и нанокристаллических материалов 4f-3d-соединений на основе фаз Лавеса, полученных в процессе их гидрирования.
Автор более 200 научных работ.
Под его руководством защищено четыре кандидатских диссертации.
Член редколлегии журнала «Физика металлов и металловедение», научного совета по проблеме «Магнетизм» Института физики металлов УрО РАН, диссертационного совета УрФУ. Является заместителем председателя УрО РАН по научно-организационной работе, членом Президиума УрО РАН.